# Хвилівник звичайний
Хвилівник звичайний (Aristolochia clematitis) — вид рослин родини хвилівникових. 

## Опис
Це багаторічна трав'яниста ясно-зелена гола, з неприємним запахом рослина. Стебло просте, З0—60 см і більше заввишки, гранчасто-борозенчасте, часто — звивисте. Листки довгочерешкові, яйцеподібно-ниркоподібні, тупі або на верхівці виїмчасті, з шорсткими цілісними краями, зверху ясно-зелені, зісподу — блідіші, розташовані двома рядами. Квітки двостатеві, неправильні, жовтуваті, здебільшого по 3 — 5 у пазухах листків на коротких ніжках або майже сидячі. Оцвітина зрослолиста, проста, віночкоподібна, з прямою трубочкою і косим одногубим відгином; губа яйцеподібно-ланцетна, тупа. Плід — шестигнізда грушоподібна повисла коробочка. Цвіте у травні — червні. Отруйна рослина.

## Поширення
Хвилівник звичайний росте майже по всій території України по лісах, особливо по заплавах, серед чагарників, по балках, у садах.

## Заготівля та зберігання
Для медичних потреб використовують коріння (Radix Aristolochiae clematitis) і траву (Herba Aristolochiae clematitis) хвилівника. Траву заготовляють в період цвітіння рослини, зрізуючи верхівки стебел завдовжки З0 см. Зібрану траву використовують свіжою (у вигляді потовченого листя) або сушать, розстеливши тонким шаром на листках паперу чи на іншій підстилці в затінку на вільному повітрі або в приміщенні з доброю вентиляцією. Сухої трави виходить 25% . Коріння заготовляють восени, після достигання насіння. Викопане коріння обтрушують від землі, звільняють від стебел, миють у холодній воді і сушать на сонці, а за несприятливих погодних умов — у теплому приміщенні, яке добре провітрюється. Сухого коріння виходить 20% . Готову сировину зберігають у добре закритих банках або бляшанках. Рослина неофіцинальна.

## Хімічний склад
Коріння хвилівника містить алкалоїди магнофлорин і аристолохін, ситостерин, багатоядерні ароматичні сполуки: аристолохієву кислоту І, аристолохієву кислоту II, аристолохієву кислоту III, аристолохієву кислоту ІІІа, дві невідомі кислоти (близькі до аристолохієвих кислот І і II) і два їхні метилові ефіри. У траві хвилівника є алкалоїд аристолохін, аристолохієва кислота, фенолкарбонові кислоти і їхні похідні, флавоноїди, пініт та інші речовини. Всі частини рослини містять ефірну олію, до складу якої входять α-пінен, кадинен, борнеол, α-терпінеол, ліналілпроніонат, коричний спирт, метилнонілкетон.

## Фармакологічні властивості і використання
Експериментальними дослідженнями встановлено, що галенові препарати хвилівника стимулюють роботу серця, розширюють кровоносні судини, збуджують дихання, виявляють сечогінну й відхаркувальну дії, посилюють менструації. Науково підтверджено також гранулюючу, епітелізуючу й антимікробну дію хвилівника, його болезаспокійливі й протисверблячі властивості. Особливо ефективним є зовнішнє застосування хвилівника. Відвари з коріння або трави рослини використовують для промивання ран від укусів отруйних гадюк і комах, для компресів при нашкірних висипах, сверблячці й запрілостях шкіри, фурункулах, гнійних ранах, виразках та екземах. Для гоєння ран з успіхом використовують і розтерте свіже листя рослини. Всередину препарати хвилівника дають при гіпертонічній хворобі (на ранніх стадіях), подагрі, водянці, хронічному кашлі, туберкульозі легень (на початковій стадії), простудних захворюваннях, атонії шлунка та аменореї. Може бути причиною отруєння, так званої «балканської нефропатії».